# Lipie (powiat wałecki)
Lipie – osada położona w województwie zachodniopomorskim, w powiecie wałeckim, w gminie Wałcz.
Do 2011 r. miejscowość była ustalona urzędowo jako część wsi Laski Wałeckie.
W latach 1975–1998 miejscowość administracyjnie należała do województwa pilskiego.